# Историја примарне структуре протеина
Претпоставка да су протеини линеарни ланци α-амино киселина, изнела су готово у исто време два научника на истој конференцији Удружења немачких научника и физичара која је одржана 1902. год. у Карлсбагу. Франц Хофмајстер је изнео своју претпоставку ујутру, која се базирала на посматрањима биуретских реакција у протеинима. Неколико сати касније уследило је излагање Емил Фишера који је изнео запањујуће хемијске детаље који су подржавали модел пептидних веза. 
Без обзира на ове податке, и мноштва других каснијих доказа да су протеини линеарни, неразгранати полимери аминокиселина није прихваћена одмах.
Неки веома цењени научници као што је Вилијам Астбури сумњали су да су ковалентне везе довољино јаке да се одупру термалној енергији и да тако држе дугачке молекуле заједно. Херман Стадингер се суочио са сличним предрасудама 1920. год., када је износио чињенице да је гума састављена од макромолекула.
Тих година, појавило се неколико хипотеза. Хипотеза о колоидним протеинима казе да су протеини колоидални ансамбли малих молекула. Оповргнуо ју је 1920. год. Теодор Сведберг, који је ултрацентрифугалним мерењима показао да су протеини јасно дефинисани, а Арни Тслијус је доказао електрофорезом да су протеини самостални молекули. Друга хипотеза, циклол хипотеза, коју је предложио Дороти Винч, предлаже да полипептиди подносе хемијску циклол промену 
C=O + HN {\displaystyle \rightarrow } C(OH)-N    где је крослинкована (попречно везана) основа ланца амидне групе, формирајући дводимензионалну грађу.
Друге претпоставке о примарној структури изнели су различити истраживачи као што је дикетопиперазински модел (Емил Абдерхилден) и пирол/пиперидински (Френзегард) 1942. године.
Иако никад нису ни улували много поверења, ови алтернативни модели су коначно оповргнути. Фредерик Сангер је успешно одредио 1953. год. амонокиселински редослед протеинског хормона инсулина. Тај рад је значио прекретницу у биохемији. Први пут је показано да протеин садржи прецизно дефинисан редослед аминокиселина, а такође су и Макс Пернц и Џон Кендру одредили миоглобин и хемоглобин кристалографском методом.